# L'Albagés
L'Albagés là một đô thị trong tỉnh Lleida, cộng đồng tự trị Cataluña Tây Ban Nha. Đô thị L'Albagés có diện tích là 25,66 ki-lô-mét vuông, dân số năm 2009 là 462 người với mật độ 18 người/km². Đô thị L'Albagés có cự ly 26 km so với tỉnh lỵ Lleida.